# Isehara
Isehara (伊勢原市, Isehara-shi) és una ciutat i municipi de la prefectura de Kanagawa, a la regió de Kanto, Japó. Segons dades de 2015, la ciutat té una població estimada de 99.539 habitants, i una densitat de població de 1.792 habitants per km². L'àrea total d'Isehara és de 55,52 km².

## Geografia
El municipi d'Isehara està situat en la zona muntanyosa del centre de la prefectura de Kanagawa. Una gran part de la ciutat es troba dins del Parc Quasinacional de Tanzawa-Ōyama. El terme municipal d'Isehara limita amb els d'Atsugi al nord; amb Hiratsuka al sud i amb Hadano a l'oest.

## Història
L'àrea de l'actual Isehara estava formada per diversos shōens grans de la província de Sagami durant el període Kamakura. Durant el període Edo, passà a formar part del domini d'Odawara, tot i que grans porcions del terreny eren tenryōs controlats pel shogun Edo a través de hatamotos.
Després de la restauració Meiji, l'àrea passà a formar part del districte d'Ōsumi, i esdevingué el poble d'Isehara l'1 d'abril de 1889. El 26 de març de 1896, el districte d'Ōsumi i el districte de Yurugi es van fusionar per formar el districte de Naka. El poble comença a experimentar un creixement ràpid després de la inauguració de l'estació d'Isehara en la línia d'Odakyu Electric Railway l'1 d'abril de 1929. El 21 de desembre de 1954, el poble va expandir-se mitjançant la fusió del poble veí d'Oyama i tres viles més. L'àrea d'Isehara va expandir-se encara més el 30 de setembre de 1956 a l'annexar una porció de la vila veïna d'Okazaki. Isehara esdevingué ciutat l'1 de març de 1971.

## Demografia
| 1920   | 1930   | 1940    | 1950    | 1960   | 1970   | 1980   |
| ------ | ------ | ------- | ------- | ------ | ------ | ------ |
| ND     | ND     | ND      | ND      | 26.984 | 43.751 | 70.052 |
| 1990   | 2000   | 2010    | 2020    | 2030   | 2040   | 2050   |
| 89.567 | 99.544 | 101.052 | 102.073 | -      | -      | -      |

## Economia
Isehara és una ciutat dormitori per Yokohama i Tòquio. Acull també la seu i diverses plantes d'Amada Co, una companyia que manufactura eines de maquinària, així com de Maru-Chan, un fàbrica de fideus instantanis.

## Transport

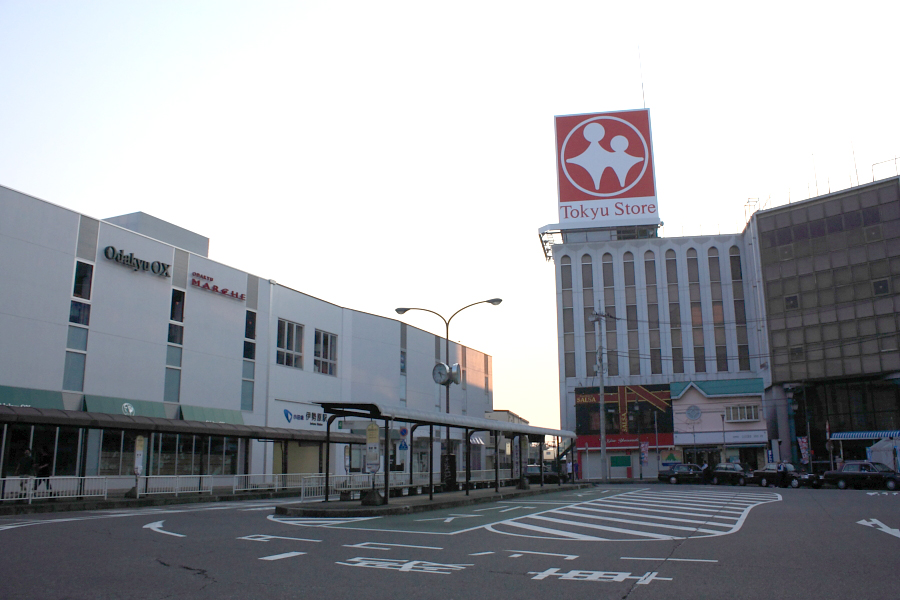
Estació d'Isehara

### Ferrocarril
- Ferrocarril Elèctric Exprés d'Odawara (Odakyū)
  - Isehara

### Carretera
- Nacional 246

## Agermanament
- - Chino, Nagano, Japó, des del 21 de gener de 1986
- - La Mirada, Califòrnia, EUA, des del 21 de setembre de 1981